# Świętojeziory
Świętojeziory (lit. Šventežeris) – miasteczko na Litwie w okręgu olickim w rejonie Łoździeje, położone ok. 11 km na zachód od Serej i 8 kn na wschód od Łoździei, kilka kilometrów na południe od brzegów jeziora Duś. Siedziba starostwa Świętojeziory.
Za Królestwa Polskiego istniała wiejska gmina Święto-Jeziory, do której należały wsie: Awiżańce, Bobry, Bojaryszki, Bokszyszki, Buda, Buteluny, Dzikowizna, Gębaszyn, Girajcie, Girajtele, Gorciszki, Grykapól, Jachta, Janówka, Jeziorelki, Juryzdyka, Juszkowce, Kamionka, Kiercieliszki, Komisarówka, Krejsna, Krejsna, Kurdymokszty, Marcinkowizna, Mikicie, Modzeliszki, Morgi, Niemajuny, Nowosady, Ogarycze, Paciogrynda, Piotrowicze, Pobalinie, Ponary, Ponary-Buchta, Popiecze, Prepunty, Rymieć, Sokółka, Starościszki, Stejderyszki, Strajgi, Szyłańce, Szławanty, Świętojeziory, Tejzy, Tejzenniki, Uliszki, Wierstominy i Żaliszki.
Przez miejscowość przechodzi droga Łoździeje-Olita. Znajduje się tu poczta, kościół i szkoła.